# Antonino Pezzoni
Antonino Pezzoni OFMCap (* 19. November 1777 in Lodi, Cisalpinische Republik; † 4. Oktober 1844) war ein italienischer Ordensgeistlicher und römisch-katholischer Apostolischer Vikar von Tibet-Hindustan.

## Leben
Antonino Pezzoni trat in die Ordensgemeinschaft der Kapuziner ein.
Am 27. Januar 1826 wurde er zum Titularbischof von Esbus und zum Apostolischen Vikar von Tibet-Hindustan ernannt. Die Bischofsweihe spendete ihm am 12. Februar desselben Jahres der Präfekt der Apostolischen Signatur, Kardinal Giuseppe Spina; Mitkonsekratoren waren der Apostolische Nuntius in der Schweiz, Ignazio Nasalli-Ratti, und der Titularbischof von Assuras, Rodolfo Brignole Sale.
Bischof Antonino Pezzoni blieb bis zu seiner Emeritierung 1842 als Apostolischer Vikar im Amt.